# Svensk järnmalm under andra världskriget

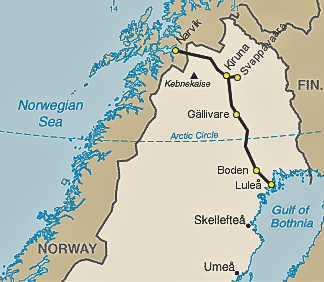
Malmbanan.

Under mellankrigstiden var Sveriges handel med Tyskland 1/5 av Sveriges totala utrikeshandel. Under krigsåren blev Tyskland den dominerande handelspartnern. Handeln reglerades av årliga handelsavtal mellan länderna. De mest värdefulla exportprodukterna var skogsprodukter och cirka 10 miljoner ton järnmalm per år för vilket Sverige bland annat kunde köpa 3 miljoner ton koks och en 1 miljon ton kol per år, produkter som var oumbärliga för det svenska samhället. 
I början av kriget 1940 täcktes 40 % av Tysklands järnmalmsbehov av svensk malm för att nästa år ha minskat till 25 %. Den årliga mängden malm var ungefär den samma fram till augusti 1944 då exporten upphörde helt. Det mesta av den svenska malmen hade hög fosforhalt och var därför oanvändbar i den tyska vapenproduktionen, men användes till bland annat fartygsplåt och järnvägsräls. Tyska beräkningar av landets järnmalmsbehov visar att Tyskland kunde klara sig utan den högfosforhaltiga malmen, men inte utan malmen med låg fosforhalt. Under kriget ökade andelen lågfosformalm från 10 % till 25 %. Malmen skeppades huvudsakligen från Luleå och Oxelösund men också andra svenska hamnar användes.